# Кежово
Кежово — деревня в Гдовском районе Псковской области России. Входит в состав Добручинской волости Гдовского района.

## География
Расположена в 3 км от правого берега реки Плюсса и в 1 км к западу от её притока Крапивенки, в 20 км к северо-востоку от Гдова и в 12 км к юго-востоку от волостного центра, деревни Добручи.

## Население
Численность населения деревни на 2000 год составляла 5 человек, по переписи 2002 года — 8 человек.

## История
До 1 января 2006 года деревня входила в состав ныне упразднённой Вейнской волости.

## Знаменитые уроженцы
- Хвостов, Александр Семёнович (1753—1820) — русский писатель, тайный советник, управляющий Государственным заёмным банком.
- Хвостов, Василий Семёнович (1754—1832) — первый Томский губернатор, сенатор, масон.